# Cristian Egídio
Cristian Egídio da Rosa (Arapongas, 4 de setembro de 1987) é um ciclista brasileiro.
Atualmente compete pelo Clube DataRo de Ciclismo. Considerado um passista, foi campeão brasileiro sub-23 em 2009 e é o vencedor da Prova Ciclística 1º de Maio de 2012, da Copa da República de Ciclismo de 2013 e da Vuelta del Uruguay de 2013. Também tem 5 títulos brasileiros no ciclismo de pista.

## Carreira

### Primeiros Anos
Cristian Egídio nasceu em Arapongas, mas, ainda novo, se mudou para Paranavaí, onde começou a pedalar em 2002, a convite de amigos. Seu avô paterno fora ciclista, e Cristian disse que o admirava. No início, pedalava por diversão, sem competir, com bicicletas de mountain bike. Passou a praticar o esporte de modo mais sério em 2005, quando a cidade de Paranavaí passou a financiar uma pequena escola de ciclismo com o técnico Josemar Richter, com quem, segundo Cristian, aprendeu sobre o que é ser atleta. Cristian participou dos Jogos da Juventude do Paraná e, posteriormente, dos Jogos Abertos do Paraná, passando a receber ajuda da prefeitura que lhe permitia participar das provas do Campeonato Paranaense de Ciclismo. Egídio então passou a competir na categoria speed, a qual, segundo Cristian, ele sentiu que era seu "verdadeiro esporte".
Em 2007, ainda competindo por Paranavaí, foi campeão paranaense de estrada na categoria open. Com isso, foi chamado para representar Maringá, correndo pelo Clube Maringaense de Ciclismo, passando a receber seu primeiro salário no esporte. Nessa época, além do ciclismo, Cristian também trabalhava numa oficina de radiadores. Nesse ano, agora competindo na categoria elite, novamente se sagrou campeão paranaense de ciclismo, vencendo 2 das 5 etapas da competição. No fim do ano, conquistou a 2ª colocação no Campeonato Paranaense de Montanha, ficando somente atrás de Alcides Vieira, que, à época, competia pela equipe DataRo Computadores. Os resultados foram suficientes para que, com intermédio de Alcides Vieira, Cristian conseguisse um contrato com a DataRo, uma das principais equipes do país, para o ano de 2009. A partir de então, ele passou a se dedicar somente ao ciclismo como profissão.

### 2009-2011: DataRo
A mudança para a DataRo permitiu que Cristian Egídio competisse em diversas provas no nível nacional, sendo apelidado no pelotão profissional de "gordinho". Já em 2009, conquistou a 3ª colocação no Campeonato Brasileiro de Contra-Relógio sub-23 e foi campeão brasileiro sub-23 na prova de estrada (a qual terminou em 8º lugar entre os ciclistas sub-23 e elite). Também foi 8º na Prova Ciclística São Salvador. Terminou o ano na 60º colocação no Ranking Brasileiro de Ciclismo de Estrada.
Continuou progredindo no ano seguinte, e conquistou sua primeira vitória de nível nacional pela DataRo, vencendo a primeira etapa do Torneio de Verão de Ciclismo escapado. Egídio terminaria a prova na 8ª colocação geral. Em abril, voltou a vencer, conquistando o primeiro lugar na 4ª etapa do Tour de Santa Catarina. Em uma etapa de muito frio e chuva, Egídio escapou sozinho a 30 quilômetros do fim e chegou isolado. Ele afirmou que era "o melhor momento de minha carreira". Egídio ainda conquistaria um 7º lugar na Prova Ciclística 1º de Maio e um 8º lugar na classificação geral do Tour do Rio, tendo terminado em 2º lugar na 3ª etapa da prova. No fim do ano, participou da Vuelta Bicentenario del Paraguay, terminando em 10º lugar na classificação geral e 2º lugar em uma etapa. No Ranking Brasileiro de Ciclismo, foi o 18º colocado.
Cristian Egídio continuou com a equipe paranaense em 2011, competindo, além das provas de estrada, no ciclismo de pista, almejando uma vaga na seleção brasileira nos Jogos Pan-Americanos de 2011. Na pista, foi campeão brasileiro na prova de scratch e na corrida por pontos. Em maio de 2011, Cristian afirmou que, entre suas vitórias na carreira, as duas vitórias no Campeonato Brasileiro de Pista foram as melhores. Na estrada, não alcançou resultados como os do ano anterior, mas, ainda assim, foi o 6º lugar na Copa América de Ciclismo e conquistou vitórias no Circuito do Boa Vista e na 1ª etapa da Volta Ciclística de Goiás, completando o ano em 37º lugar no Ranking Brasileiro de Ciclismo. Ao final do ano, Cristian acertou com a equipe paulista São Francisco Saúde - Ribeirão Preto para o ano de 2012.

### 2012: São Francisco Saúde - Ribeirão Preto
Cristian alcançou seu primeiro bom resultado pela nova equipe no Circuito do Boa Vista, chegando na 2ª colocação. Em março, participou do Campeonato Brasileiro de Pista, onde defendeu, com sucesso, seu título na prova de scratch, tornando-se bicampeão do evento. Ainda conquistou outras duas medalhas de ouro: na prova Madison, disputada em duplas, conquistou a medalha de ouro com o companheiro de equipe Thiago Nardin; e na Perseguição por Equipes, em que Cristian Egídio, Thiago Nardin, Gideoni Monteiro e Ricardo Alcici conquistaram o ouro para a equipe de Ribeirão Preto.
Na estrada, Egídio venceu a Prova de Aniversário da Federação Paulista de Ciclismo (FPC), no fim de abril, e, em seguida, mostrando estar em ótima forma física, conquistou a vitória na Prova Ciclística 1º de Maio, uma das provas mais tradicionais do país. A cerca de 12 quilômetros do fim, Cristian atacou e saiu em fuga sozinho, mantendo a vantagem e comemorando a vitória isolado. Após a vitória, o ciclista afirmou que aquele era seu melhor resultado da carreira, dizendo: "Já venci várias provas do Campeonato Brasileiro de Pista, mas a vitória na 1º de Maio considero a mais importante da minha carreira".
Os bons resultados continuariam ao longo do ano. Na Volta de Pernambuco, em junho, Cristian terminou na 2ª colocação geral, subindo ao pódio em 3 etapas. Em outubro, na Volta Ciclística de São Paulo, Cristian Egídio conquistou outra grande vitória ao vencer a 5ª etapa da competição, garantindo à equipe de Ribeirão Preto sua primeira vitória no evento na história da equipe. Egídio esteve em uma fuga com outras ciclistas desde o início da etapa, e, na chegada em Atibaia, em uma subida de 1,5 quilômetros em paralelepípedos, ele conseguiu se desgarrar de seus companheiros de fuga e comemorou a vitória sozinho. Egídio declarou que era "uma vitória histórica, a mais importante da minha carreira" e dedicou-a ao companheiro de equipe Gideoni Monteiro, que fora atropelado às vésperas da prova e não pôde participar. A vitória também rendeu a Egídio a liderança na classificação por pontos - na qual terminaria em 7º lugar ao fim da prova - e na classificação de montanha, na qual manteve a liderança até o fim, conquistando outro título inédito para a equipe São Francisco Saúde - Ribeirão Preto.
Antes de completar o ano, Cristian ainda foi o 2º lugar na prova 100km de Brasília e venceu o GP Genival dos Santos. Com isso, terminou o ano na 4ª colocação no Ranking Brasileiro de Ciclismo de Estrada, seu melhor resultado na carreira até então, liderando a São Francisco Saúde - Ribeirão Preto, a qual conquistou a vitória por equipes no Ranking Brasileiro. Ao final de seu melhor ano na carreira até então, Cristian decidiu que era melhor voltar a correr próximo de casa e retornou para o Clube DataRo de Ciclismo para o ano de 2013.

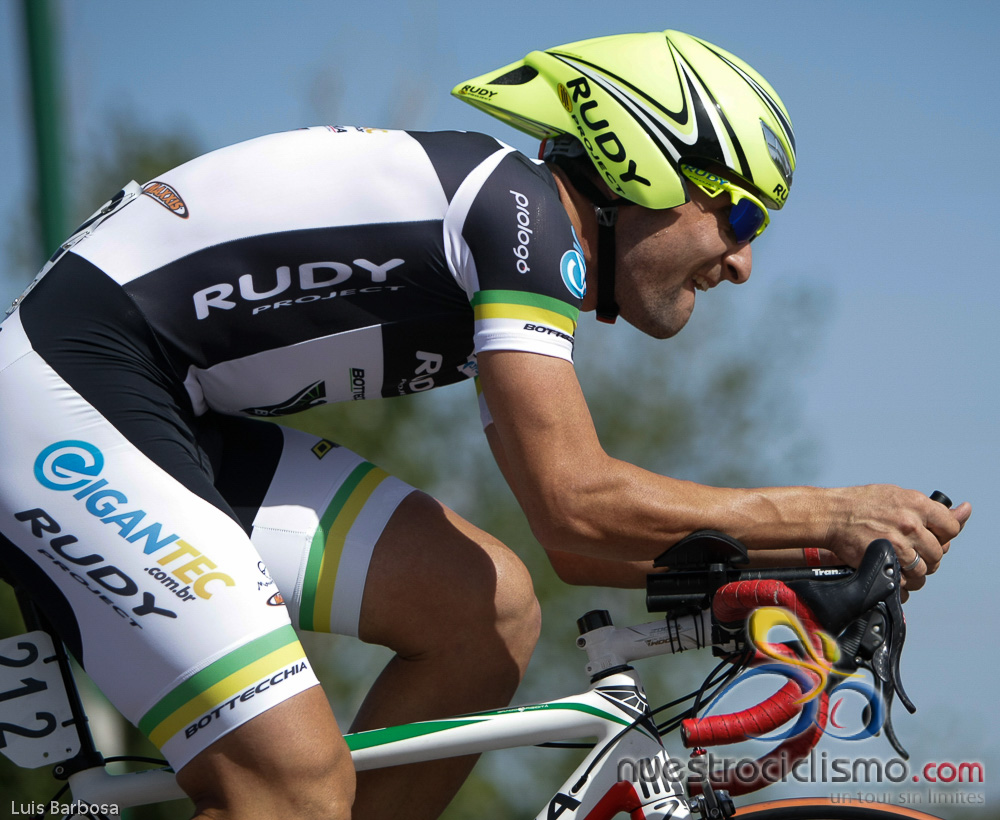
Cristian Egídio durante o contra-relógio do Tour de San Luis de 2014

### 2013-2014: Retorno à DataRo
Em 2013, Egídio voltou a defender o Clube DataRo de Ciclismo, agora sediado na cidade de Cascavel. O ciclista alcançou outro grande resultado ao vencer a Copa da República de Ciclismo, uma das mais importantes provas nacionais. A DataRo comandou o ritmo da prova, com diversos ataques durante todo o percurso. No fim, a decisão foi para o sprint, no qual Cristian foi o mais rápido, batendo velocistas de renome como Francisco Chamorro e Edgardo Simon. Na ocasião, ele definiu o trabalho da equipe na prova como "um trabalho excelente, sem nenhum erro". Ainda em março, Cristian participou da Vuelta del Uruguay. Já na primeira etapa, participou de uma fuga com seu companheiro de equipe Murilo Affonso, na qual ambos chegaram isolados do resto do pelotão, quase 4 minutos à frente do terceiro lugar. Affonso levou a etapa e se tornou líder da prova até a 4ª etapa, quando Egídio o ultrapassou. Cristian manteve a liderança da prova nas 5 etapas restantes e se sagrou o terceiro brasileiro a vencer a classificação geral da prova em 70 edições. Com os resultados, cada vez mais firmando-se como um dos principais nomes nacionais no esporte, Cristian foi um dos 5 convocados na categoria masculino elite para defender a seleção brasileira no Campeonato Pan-Americano de Ciclismo, no México, terminando a prova de estrada na 29ª colocação. Cristian afirmou que era um sonho representar a seleção.
No começo de agosto, participou do Campeonato Brasileiro de Pista, conquistando a medalha de prata na prova por pontos e terminando em 6º lugar na Perseguição Individual e no Scratch.
No restante do ano, Egídio iria se destacar no Tour do Rio, no qual protagonizou, junto com outros 3 atletas, uma fuga na última etapa da prova, terminando a etapa em 2º lugar e alcançando a 2ª colocação na classificação por pontos; e no Desafio das Américas de Ciclismo, no qual terminou na 5ª colocação em duas etapas e também em 5º na classificação geral. Em novembro, representou novamente a seleção brasileira na Vuelta del Maule, no Chile, na qual foi o 2º colocado no prólogo e auxiliou William Chiarello a conquistar a vitória na classificação geral. Completou o ano na 27ª colocação no Ranking Brasileiro de Ciclismo.
Continuou com a DataRo para 2014, e, já na primeira prova do ano, o Tour de San Luis, na Argentina, com participação de diversas das melhores equipes do mundo, conquistou a 5ª colocação na primeira etapa. Ele saiu em uma fuga intermediária com outros dois atletas, e o grupo conseguiu se manter à frente do pelotão, com Cristian batendo seus companheiros de fuga no sprint pela 5ª colocação.
Em 2018 foi convocado com a seleção brasileira para o Pan Americano.

## Principais resultados
2007
1º - Campeonato Paranaense de Estrada - Open
2008
1º - Campeonato Paranaense de Estrada - Elite
1º - 2 etapas
2º - Campeonato Paranaense de Montanha
2009
1º  Campeonato Brasileiro de Estrada sub-23
3º - Campeonato Brasileiro de Contra-Relógio
2010
8º - Classificação Geral do Torneio de Verão de Ciclismo
1º - Etapa 1
2º - Circuito do Boa Vista
1º - Etapa 4 do Tour de Santa Catarina
8º - Classificação Geral do Tour do Rio
2º - Etapa 3
10º - Classificação Geral da Vuelta Bicentenario del Paraguay
2º - Etapas 1 e 4
2011
1º - Circuito do Boa Vista
5º - Classificação Geral da Volta Ciclística de Goiás
1º - Etapa 1
1º  Prova de Scratch no Campeonato Brasileiro de Pista
1º  Corrida por Pontos no Campeonato Brasileiro de Pista
2012
2º - Circuito do Boa Vista
1º  Prova de Scratch no Campeonato Brasileiro de Pista
1º  Prova de Madison no Campeonato Brasileiro de Pista
1º  Perseguição por Equipes no Campeonato Brasileiro de Pista
1º - Prova de Aniversário da FPC
1º - Prova Ciclística 1° de Maio - GP Ayrton Senna
2º - Classificação Geral da Volta de Pernambuco
2º - Etapa 7
3º - Etapas 1 e 2
1º  Classificação de montanha da Volta Ciclística de São Paulo
1º - Etapa 5
2º - 100km de Brasília
1º - GP Genival dos Santos
4º - Ranking Brasileiro de Ciclismo de Estrada
2013
1º - Copa da República de Ciclismo
2º - Etapas 1 e 7a da Rutas de América
1º  Classificação Geral da Vuelta del Uruguay
2º - Etapa 1
2º  Corrida por Pontos no Campeonato Brasileiro de Pista
2º - Etapa 5 do Tour do Rio
5º - Classificação Geral do Desafio das Américas de Ciclismo
2º - Prólogo e etapa 3a (CRE) da Vuelta Ciclista del Maule
2014
6º - Classificação Geral do Torneio de Verão de Ciclismo
1º - Etapa 3